# اویونیک ماجولار یکپارچه
اویونیک مدولار یکپارچه (انگلیسی: Integrated modular avionics) در حقیقت به مفهوم یک معماری در سیستم‌های الکترونیکی هوانوردی است که بستری را فراهم می‌آورد تا عملیات اویونیکی مختلف بتوانند به صورت یکپارچه و با استفاده از منابع اشتراکی اجرا شوند. این معماری را می‌توان به نوعی در مقابل معماری به هم وابسته (federated) در سیستم‌های اویونیکی در نظر گرفت که در آن رویکرد «یک عملیات=یک کامپیوتر» اساس طراحی است.

## مقدمه
در اواخر قرن بیستم میلادی شرکتهای هواپیمایی به دلیل محدودیتهای وزنی و حجمی سیستم‌های اویونیکی در یک هواپیما و هم چنین زیاد شدن تعداد سیستم‌ها، هزینه‌های زیادی را متحمل می‌شدند. از سوی دیگر رویکرد «یک عملیات = یک کامپیوتر» که در معماری به هم وابسته سیستم‌های اویونیکی رایج بود، دیگر کارایی لازم را نداشت. در معماری به هم وابسته، هر محفظه عملکردی خاص با سختافزار و نرمافزار مختص خود را ارائه می‌دهد. در این معماری هر محفظه فضای زیادی را اشغال می‌کند و به علت عملکرد جداگانهٔ هر سیستم، توان مصرفی در آن‌ها بسیار بالا است. در معماری به هم وابسته سامانه‌های مختلف از جمله سیستم هدایت خودکار، سیستم مدیریت پرواز، سیستم ضد لغزش و غیره. هر یک منبع تغذیه، درگاه ورودی/خروجی، واسط‌ها، حسگرها و محرک‌های مخصوص به خود را دارند.
در اوایل دهه ۱۹۹۰ میلادی، شرکت‌های هواپیمایی مفهومی را توسعه دادند که در آن چندین عملیات نرمافزاری از چندین سطح مختلف روی یک قطعه محاسباتی مجتمع پردازش و بسیاری از برنامه‌های کاربردی هواپیما در یک ماجول سخت‌افزاری یکسان اجرا شده، به‌طوری‌که منابع توان و محاسباتی، دستگاه‌های مخابراتی و ورودی/خروجی‌ها به اشتراک گذاشته می‌شوند. این نوع ساختار ترکیب سخت‌افزار و نرم‌افزار با عنوان معماری اویونیک ماجولار یکپارچه (IMA) شناخته می‌شود؛ بنابراین معماری IMA سطوح بالاتری از کارایی و ظرفیت سیستمی، امکان دسترسی بیشتر به تجهیزات و کاهش هزینه‌های تعمیر و نگهداری و در نتیجه کاهش هزینه‌ها در طول عمر سیستم را فراهم می‌آورد.

## سیر تکاملی معماری اویونیک در هواپیما
تا قبل از دهه ۱۹۶۰ میلادی، سیستم‌های اویونیک بیشتر مبتنی بر قطعات و مدارهای آنالوگ بودند. این سیستم‌ها کارکردهای سطح بالایی ارائه نمی‌دادند و از نظر اندازه، وزن و مصرف توان نسبت به سیستم‌های امروزی چندان مناسب نبودند. همچنین برای اتصال سیستم‌های مختلف به یکدیگر به حجم زیادی از کابل کشی نیاز بود. با توسعه فناوری‌های دیجیتال، به مرور سیستم‌های اویونیک آنالوگ با سیستم‌های دیجیتال جایگزین شدند. بدین ترتیب علاوه بر افزایش کارایی سیستم‌های اویونیک تبادل داده بین آن‌ها نیز از طریق گذرگاه‌های داده دیجیتال امکان‌پذیر شد. بر اساس نحوه تقسیم وظایف و ارتباط تجهیزات الکترونیکی با یکدیگر معماری‌های مختلفی برای پیاده‌سازی سیستم اویونیک کلی ارائه شده مورد استفاده قرار گرفت.

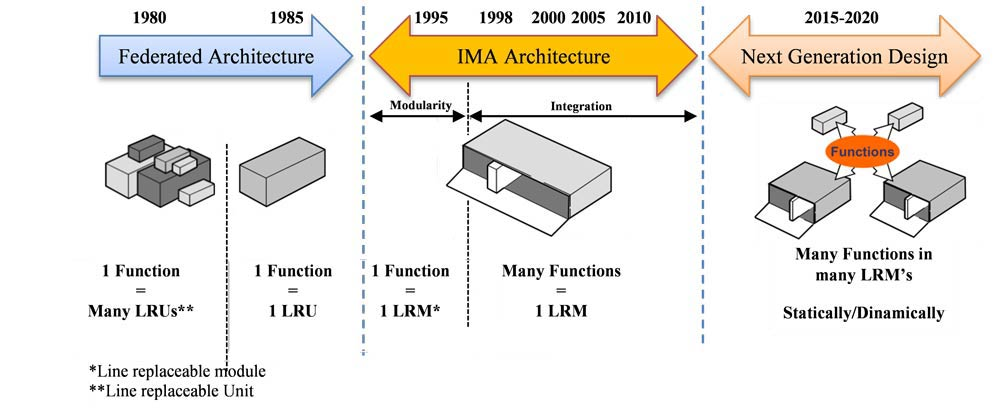
شکل ۱ روند توسعه معماری سیستم‌های اویونیک

استفاده از فناوری محاسباتی دیجیتالی در سیستم‌های اویونیکی هواپیمای مسافربری سبب پیشرفت بسیار سریع مشخصات هواپیما و پیچیدگی ان شده‌است. افزایش ترافیک هوایی که با سیستم‌های ناوبری ماهواره‌ای در ارتباط هستند نیازمند ارتقای سیستم‌های نظارتی به همراه افزایش قدرت محاسباتی برای پیگیری مسیرهای پیچیده پرواز با دقت بسیار بالا می‌باشند. این کار با پیشرفت در فناوری اویونیکی دیجیتال که شامل زمینه‌های پردازشی، توسعه نرم‌افزار و ارتباطات دیجیتالی شبکه محور و توانا ساختن سیستم‌های هواپیما در یک مقیاس بسیار بزرگ یکپارچه شده امکان‌پذیر است.
سیستم‌های اویونیک هواپیما در حال حاضر از نظر توانایی و پیچیدگی رشد چشم‌گیری داشته‌اند. پیشرفت این فناوری‌ها از جنبه‌هایی نظیر بهبود عملکرد، قدرت محاسباتی، پیچیدگی، قابلیت اطمینان، کاهش وزن، حجم، توان مصرفی، سیم‌بندی و هزینه‌های پشتیبانی است، هرچند که این پیشرفت‌ها افزایش قیمت را نیز به همراه دارد. در شکل ۱ روند توسعه معماری سیستم‌های اویونیک از ابتدا تاکنون نشان داده شده‌است. این سیر تکامل شامل معماری آنالوگ، معماری دیجیتال، معماری به هم وابسته دیجیتال (Federated) و معماری یکپارچه و ماجولار دیجیتال (Integrated Modular Avionics) است.

### معماری توزیع شده آنالوگ
معماری توزیع شده آنالوگ برای اولین بار در دهه‌های ۱۹۵۰ و ۱۹۶۰ ارائه گردید. در این نوع از سیستم‌ها، قسمت‌های اصلی به وسیله سیم‌کشی سخت باهم ارتباط داشته و هیچ نوع گذرگاه داده‌ای در آن وجود ندارد. در نتیجه حجم زیادی از سیم‌کشی در سیستم وجود دارد و هرگونه دستکاری یا تغییر در ساختار آن بسیار مشکل است. سیستم‌های آنالوگ همواره مستعد خطا و از کار افتادگی بوده و محاسبه با آن‌ها دقت و پایداری محاسبات سیستم‌های دیجیتال بعدی را ندارد. در شکل ۲ (الف) یک نمونه از معماری توزیع‌شده آنالوگ نشان داده شده‌است. با رشد سیستم‌های دیجیتال، این قابلیت به وجود آمد تا از آن‌ها برای افزایش سرعت و دقت عملیات استفاده شود. این نوع سیستم‌ها در ابتدا بسیار سنگین، حجیم و دارای محدودیت حافظه بوده و هر واحد عملیاتی، کامپیوتر و حافظه مخصوص به خود را دارد. در این مرحله واحدها و تجهیزات سیستم با توجه به نوع کاربردشان از یکدیگر مجزا می‌باشند و با این وجود توانایی انتقال داده بین اجزا به خوبی بهبود داده شده‌است. گذرگاه داده نه تنها در زمینه انتقال سیگنال‌ها انعطاف‌پذیری بالایی از خود نشان می‌دهد، بلکه باعث کاهش قابل ملاحظه حجم سیم‌ها در این معماری می‌شود. اگرچه حجم زیادی از سیم‌کشی‌ها به این روش کاسته شده‌است ولی همچنان اضافه نمودن یک جزء به شبکه کار پیچیده و دشواری محسوب می‌شود. در شکل ۲ (ب) یک نمونه از معماری توزیع‌شده دیجیتال نشان داده شده‌است.

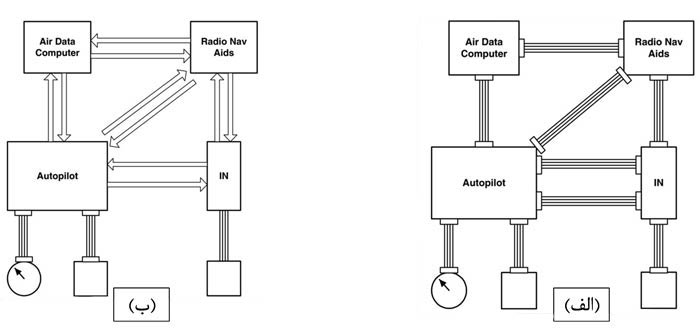
شکل ۲ الف) معماری توزیع شده آنالوگ ب) معماری توزیع شده دیجیتال

### معماری به هم وابسته دیجیتال

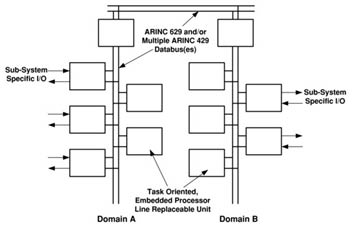
شکل ۳ معماری به هم وابسته دیجیتال

در دهه ۱۹۸۰، معماری به هم وابسته دیجیتال در طراحی و تلفیق تجهیزات اویونیک مورد استفاده قرار می‌گرفت. در این معماری متناظر هر وظیفه، یک کامپیوتر برای پردازش اطلاعات قرار داده شده‌است و قطعات به صورت وابسته و توزیع شده در سطح هواپیما جانمایی می‌شوند. همچنین کلیه تجهیزات به وسیلهٔ گذرگاه داده با یکدیگر ارتباط دارند. اما این ساختار موجب افزایش وزن و حجم سیستم‌های اویونیک خواهد شد. برای اولین بار در این معماری مفهومی جدید از قطعات اویونیک به نام واحد جایگزینی خط (Line Replacement Unit) ارائه گردید که نوعی پردازشگر تکامل یافته برای انجام وظایف خواسته شده‌است. در حقیقت یک معماری به هم وابسته از تعداد نسبتاً زیادی LRU که با یک گذرگاه داده با یکدیگر در ارتباط هستند تشکیل شده‌است. در طول فرایند به بلوغ رسیدن حافظه‌های الکترونیک به ویژه حافظه‌های غیر فرار، معماری به هم وابسته توانست از قابلیت برنامه‌نویسی مجدد در بسیاری از LRUهای سیستمی و گذرگاه‌های داده برخوردار گردد که این یک پیشرفت بسیار مؤثر در زمینه نگهداری محسوب می‌شود. سیستم‌های به هم وابسته با میزان یکپارچه‌سازی عمیقتر و به‌کارگیری شبکه‌های فیبر نوری با پهنای باند بالا توانستند امکان پردازش حجم زیادی از اطلاعات را به وجود آورند. در شکل ۳ نمونه‌ای از معماری به هم وابسته دیجیتال نشان داده شده‌است.

### معماری ماجولار (IMA)

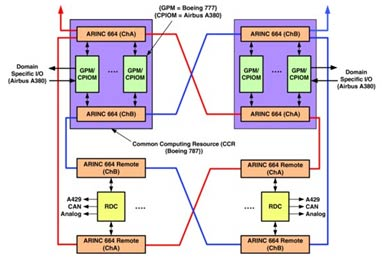
شکل ۴ معماری یکپارچه شده و ماجولار دیجیتال

در اوایل دهه ۱۹۹۰ میلادی شرکت‌های هواپیمایی مفهومی را توسعه دادند که در آن چندین عملیات نرم‌افزاری از چندین سطح مختلف روی یک قطعه محاسباتی اویونیک مجتمع می‌شد. این کار باعث کاهش وزن و حجم گردید اما انتشار خطا روی یک پردازنده خطای بیشتری را در پی داشت که قابلیت اطمینان کنترل‌کننده‌ها را کاهش می‌داد و هزینه‌های نگهداری را بالا می‌برد. در واقع، یکپارچهسازی نیازمند شرایط خاصی روی سیستم عامل است. یک واسط باید پیادهسازی شود که وظایف نرم‌افزاری متفاوت را از یکدیگر جدا نگه دارد و آن‌ها را از سخت‌افزار تفکیک نماید و سرویسهایی را برای تشخیص خطای پیچیده‌تر، ارائه دهد. برای کاهش هزینه‌های یکپارچه‌سازی، استاندارد نمودن مفاهیم ضروری است. اولین گام در این راستا در سال ۱۹۹۵ با ارائه مفهومی به نام IMA برداشته شد. این مفهوم جداسازی قطعات اویونیک به اجزای سازنده آن یعنی پردازنده، ورودی/خروجی، منبع تغذیه و درگاه شبکه را به همراه داشت. این عملکردها به ماجولهای مجزایی تخصیص داده شده‌است. این ماجولها عبارتند از: هسته ماجول پردازشگر، ماجول ورودی/خروجی، ماجول منبع تغذیه و ماجول درگاه شبکه. این ماجول‌ها داخل یک محفظه مونتاژ شده‌اند. ارتباط بین این ماجول‌ها از طریق یک گذرگاه داده با قابلیت تحمل خطا (به جای متوقف کردن فرایند) صورت می‌گیرد. معماری IMA سطوح بالاتری از کارایی و ظرفیت سیستمی، بیشتر در دسترس بودن تجهیزات، کاهش هزینه‌های نگهداری و در نتیجه کاهش هزینه‌ها در طول عمر سیستم را فراهم می‌نماید. در واقع پیشرفت سریع و ادامه‌دار فناوری اویونیک به دلیل عواملی چون، پیشرفت تکنولوژی ساخت قطعات و سیستم‌های الکترونیک، افزایش خواسته‌ها و پیچیدگی کاربردها، کاهش متوالی نسبت هزینه‌های سخت‌افزاری به نرم‌افزاری و مزایای مجتمع‌سازی و استانداردسازی است. شکل ۴ نمونه‌ای از معماری یکپارچه شده و ماجولار دیجیتال را نشان می‌دهد.

## مزایای معماری IMA
اصول اویونیک ماجولار مجتمع یک رویکرد مشترک با معماری باز را برای سخت‌افزار محاسباتی معرفی می‌کند تا یک بستر منبع با محاسبات غنی را جهت اجرای نرم‌افزار کاربردی سامانه‌های اویونیک فراهم نماید. یک سیستم‌عامل بلادرنگ مدیریت تخصیص منبع محاسباتی را به عهده داشته و افراز و تفکیک سیستمی را تضمین می‌نماید. مقررات و اخذ گواهینامه مربوط به سخت‌افزار و نرم‌افزار مستقل می‌باشند. یک شبکه ارتباطی با پهنای باند زیاد وظیفه تبادل اطلاعات میان منابع محاسباتی و ورودی/خروجی را بر عهده دارد. تبادل اطلاعات مربوط به منابع ورودی/خروجی در متمرکزکننده‌های داده از راه دور (Remote Data Concentrator) در محل حس‌گرها و محرک‌های هواپیما انجام می‌شود. مزایای قابل‌توجه در این سطح از تجمیع عبارت‌اند از:
- صرفه جویی در حجم، وزن و تعمیر و نگهداری.
- به اشتراک‌گذاری منابع مانند منابع تغذیه میان تعدادی از ماجول‌های کارکردی.
- طراحی‌های استاندارد ماجول به‌منظور دست‌یابی به یک رویکرد یکپارچه‌تر در طراحی تجهیزات.
- صدور گواهینامه ارتقاء سخت‌افزار و نرم‌افزار کاربردی.

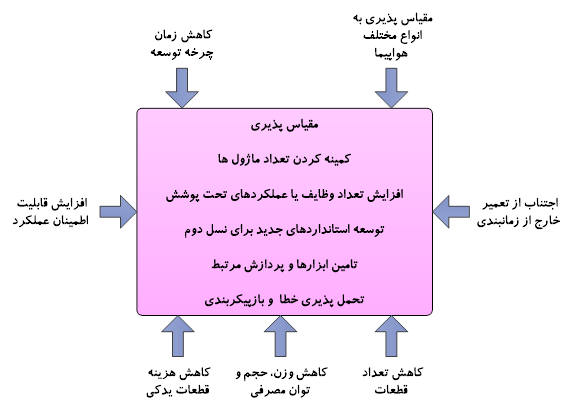
شکل ۵ عوامل مؤثر در توسعه IMA

- مدیریت تجهیزات منسوخ‌شده

## نسل دوم معماری اویونیک ماجولار یکپارچه
نسل بعدی معماری اویونیک، تحت عنوان پروژه SCARLETT، کنسرسیومی متشکل از ۴۰ کمپانی و مؤسسه تحقیقاتی از ۱۶ کشور است که توسط اتحادیه اروپا تأسیس شده‌است. در این پروژه نسل دوم IMA با نام IMA2G مورد استفاده قرار می‌گیرد. استفاده از IMA2G باعث کاهش بیشتر هزینه‌ها و مدیریت پیچیدگی در حال افزایش سامانه‌های الکترونیکی هواپیما می‌گردد. در شکل ۵ عوامل مؤثر در توسعه IMA بیان شده‌است. همچنین در حوزه SCARLETT، مفهوم IMA می‌تواند در موارد زیر بهبود یابد:
- معرفی یک مفهوم سخت‌افزاری قابل انعطاف که ورودی/خروجی را از ماجول‌های محاسباتی جدا می‌نماید و ماجول‌های ورودی/خروجی پردازش هسته، به جای اجزای الکترونیکی ماجولار توزیع شده که توسط AFDX متصل شده‌اند، جایگزین می‌گردد.
- یک مفهوم نرم‌افزاری، که باعث عدم وابستگی بیشتر بین کاربردها و پلتفرم لایهٔ زیرین می‌شود.
- سازوکارهای قابل بازپیکربندی که با استفاده از مکانیزم تحمل خطا قابلیت عملیاتی را افزایش می‌دهند.
- یک زنجیره ثابت برای توسعه تمام فعالیت‌ها (شامل تلفیق و تأیید صحت عملکرد)
- کاهش تعداد اجزای الکترونیکی که می‌توانند در انواع مختلف هواپیماها مورد استفاده دوباره قرار بگیرند.
- بهبود کارایی با استفاده از روش‌هایی همچون فناوری جدید چند هسته‌ای.[۲]

## اجزای تشکیل‌دهنده معماری IMA
یک سیستم IMA از تعدادی محفظه تشکیل شده که هر کدام از این محفظه‌ها شامل تجهیزاتی برای اجرای بیشتر پردازش‌ها و ارسال تمام ورودی/خروجی‌های محلی به سنسورها، عملگرها و شاخص‌ها است. ارتباط بین این محفظه‌ها و همچنین عملگرها و سنسورها از طریق باس داده ARINC 629 برقرار می‌شود؛ بنابراین معماری IMA را می‌توان به محفظه‌ها (ماجول‌ها)، گذرگاه داده و متمرکزکننده داده تقسیم‌بندی نمود. ماجول‌ها در واقع شامل تمامی عملگرها، حسگرها و واحدهای پردازش می‌شوند. ساختار داخلی یک ماجول IMA بر اساس استاندارد ARINC 653 در شکل ۶ نشان داده شده‌است. در لایهٔ کاربری‌های نرم‌افزاری، کاربری‌ها و نیازهای اویونیکی به صورت نرم‌افزاری تعیین می‌شوند که از طریق واسط APEX به لایهٔ هستهٔ نرم‌افزاری که شامل یک سیستم عامل real time است، متصل می‌شود. در این سیستم عامل تمام پردازش‌های مربوط به یک بخش در یک پردازنده انجام می‌شوند.

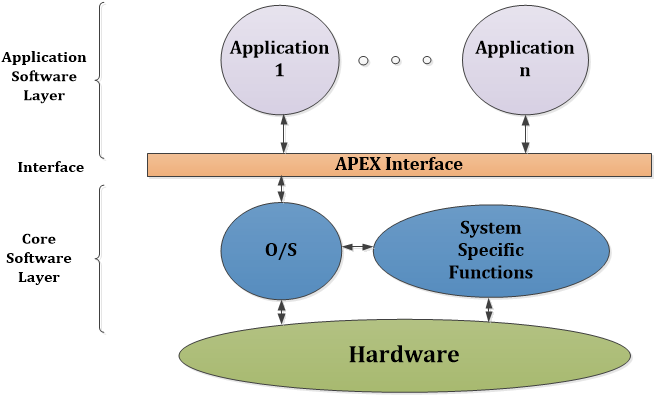
شکل ۶ – ساختار داخلی یک ماجول IMA بر اساس استاندارد ARINC 653

## گذرگاه داده بر اساس استاندارد ARINC 664
استاندارد ARINC 664 مربوط به شبکه داده‌های هواپیما است که شامل چندین بخش است. در بخش ۱ از این استاندارد، به بررسی اجمالی و مفاهیم سیستم‌ها پرداخته شده و بخش ۲ تا ۶ شامل مشخصه‌های پروتکل اینترنت و اترنت است. بخش ۷ از استاندارد ARINC 664، “شبکه AFDX”، یک روش زمان- قطعی معین را مشخص می‌کند که برای کنترل و فرمان‌های مهم – ایمنی و بلادرنگ قابل کاربرد است. بخش ۸ از این استاندارد به سرویس‌های لایه بالاتر می‌پردازد.
در ساختار IMA نیاز به ارتباطات داده‌ای قوی و انعطاف‌پذیر است. گذرگاه داده AFDX لایه فیزیکی مورد استفاده در صنعت کامپیوتر را بر اساس استاندارد اترنت IEEE802.3 به کار می‌برد. شبکه‌های AFDX با افزونگی دوتایی (Dual-redundant) برای قابلیت اطمینان به کار می‌روند. واسط فیزیکی معمولاً کابل‌های مسی زوج به هم تابیده حفاظت شده می‌باشند، البته فیبر نوری نیز می‌تواند مورد استفاده قرار گیرد. پهنای باند در این گذرگاه می‌تواند ۱۰، ۱۰۰ یا حتی ۱۰۰۰Mbps باشد. شبکه AFDX لینک‌های مجازی (Virtual Link) ایجاد می‌کند که اتصالات تسهیم شده تقسیم-زمانی نقطه-به-چند نقطه (Point-to-multipoint time-division multiplexed) می‌باشند. به علاوه، تحویل هم‌زمان دنباله داده‌های حیاتی می‌تواند با یک حرکت نامنظم اتفاقی زمانی (Timing jitter) به اندازه حداکثر ۰٫۵msec برای هر VL، تضمین شود. AFDX مفهوم گپ تخصیص پهنای باند (BAG) را برای توزیع دنباله داده‌ها به بسته‌های زمانی به کار می‌برد که مقدار این BAG، تعیین‌کننده بازه زمانی میان بسته‌ها بر روی یک لینک مجازی معین است.

## مثال‌هایی از اجرای IMA
- Airbus A350
- Airbus A380[۴]
- Airbus A400M
- ATR 42
- ATR 72
- BAE Hawk (Hawk 128 AJT)
- Boeing 777
- Boeing 787[۴]

- Bombardier Global 5000 / 6000
- Dassault Falcon 900, Falcon 2000, and Falcon 7X
- F-22 Raptor
- Gulfstream G280
- Rafale
- Sukhoi Superjet 100